# Masato Sakai
Masato Sakai –en japonés, 坂井聖人, Sakai Masato– (Yanagawa, 6 de junio de 1995) es un deportista japonés que compitió en natación.
Participó en los Juegos Olímpicos de Río de Janeiro 2016, obteniendo una medalla de plata en la prueba de 200 m mariposa.

## Palmarés internacional
| Juegos Olímpicos | Juegos Olímpicos        | Juegos Olímpicos | Juegos Olímpicos |
| Año              | Lugar                   | Medalla          | Prueba           |
| ---------------- | ----------------------- | ---------------- | ---------------- |
| 2016             | Río de Janeiro (Brasil) | Medalla de plata | 200 m mariposa   |